# Пензенский район
Пе́нзенский райо́н — административно-территориальная единица (район) и муниципальное образование (муниципальный район) в Пензенской области России.
Административный центр — село Кондоль.

## География
Район занимает территорию 2823,8 км², находится в центральной части области. Граничит на севере с Мокшанским районом, на северо-востоке — с Бессоновским районом, на востоке с Шемышейским районом, на юге — с Малосердобинским районом, на юго-западе — с Колышлейским районом, на западе — с Каменским районом Пензенской области, а также на севере с городскими округами Пенза и Заречный.

## История
Район образован 16 июля 1928 года в составе Пензенского округа Средне-Волжской области. В него вошла большая часть территории бывшего Пензенского уезда Пензенской губернии. По состоянию на 1 февраля 1929 года в Пензенском районе было 48 сельсоветов, которые объединили 208 населённых пунктов. С 1929 по 1935 годы район входит в состав Средневолжского (Куйбышевского) края
В 1935 году часть сельсоветов Пензенского района была передана в подчинение Пензенского горсовета, часть — вошли в состав соседних регионов, из оставшихся сельсоветов вместо Пензенского района был образован Рамзайский район с центром в с. Рамзай в составе Куйбышевской области.
В 1937 году вскоре после включения Рамзайского района в состав Тамбовской области райцентр был перенесён в с. Терновка, а район переименован в Терновский район. С 4 февраля 1939 года — в составе Пензенской области.
25 декабря 1943 года 5 сельсоветов Терновского района были переданы в новый Нечаевский район.
30 ноября 1956 года к Терновскому району была присоединена часть территории упразднённого Кучкинского района
В 1958 году за счёт упразднённых Терновского и Бессоновского районов вновь образуется Пензенский район с центром в с. Терновка.
С 1963 году район был разделён на Терновский промышленный район и Пензенский сельский район, в состав последнего вошла территория упразднённого Кондольского района.
В 1965 году упразднён Терновский промышленный район, а Кондольский район восстановлен.
В 1978 году в городскую черту Пензы вошли сёла Кривозерье, Терновка и Веселовка, таким образом центром Пензенского района стала Пенза.
В 1980 году из состава района был выделен Бессоновский район.
14 июня 2006 года были объединены Пензенский и Кондольский районы. Центром административной единицы стало село Кондоль, но за районом сохранилось название Пензенский.

## Население
| 1933    | 1959    | 1970    | 1979    | 1989    | 2002    | 2009    | 2010    |
| ------- | ------- | ------- | ------- | ------- | ------- | ------- | ------- |
| 98 200  | ↘80 121 | ↗90 958 | ↘70 676 | ↘41 323 | ↘41 318 | ↗51 013 | ↗51 308 |
| 2011    | 2012    | 2013    | 2014    | 2015    | 2016    | 2017    | 2018    |
| ↘51 273 | ↗51 727 | ↗53 231 | ↗54 587 | ↗56 263 | ↗57 546 | ↗59 071 | ↗60 483 |
| 2021    |         |         |         |         |         |         |         |
| ↗65 017 |         |         |         |         |         |         |         |

### Урбанизация
В городских условиях (рабочий посёлок Золотарёвка) проживают  4,48 % населения района.

## Административное деление
В Пензенский район как административно-территориальное образование входят 1 рабочий посёлок (пгт) и 17 сельсоветов.
В муниципальный район входят 18 муниципальных образований, в том числе 1 городское поселение и 17 сельских поселений.
| №        | Муниципальное образование     | Административный центр             | Количество населённых пунктов | Население | Площадь, км2 |
| -------- | ----------------------------- | ---------------------------------- | ----------------------------- | --------- | ------------ |
| 1e-06    | Городское поселение:          |                                    |                               |           |              |
| 1        | рабочий посёлок Золотарёвка   | рабочий посёлок Золотарёвка        | 1                             | ↗2913     | 3,95         |
| 1.000002 | Сельские поселения:           |                                    |                               |           |              |
| 2        | Алферьевский сельсовет        | село Алферьевка                    | 10                            | ↘2292     | 111,24       |
| 3        | Богословский сельсовет        | село Богословка                    | 9                             | ↘5806     | 177,55       |
| 4        | Большееланский сельсовет      | село Большая Елань                 | 6                             | ↘1680     | 218,27       |
| 5        | Варыпаевский сельсовет        | село Варыпаево                     | 2                             | ↘526      | 126,82       |
| 6        | Воскресеновский сельсовет     | село Воскресеновка                 | 6                             | ↘2247     | 85,61        |
| 7        | Ермоловский сельсовет         | село Ермоловка                     | 13                            | ↘2880     | 339,66       |
| 8        | Засечный сельсовет            | село Засечное                      | 6                             | ↗31 088   | 199,24       |
| 9        | Кондольский сельсовет         | село Кондоль                       | 9                             | ↘3736     | 352,78       |
| 10       | Краснопольский сельсовет      | село Краснополье                   | 10                            | ↘718      | 228,50       |
| 11       | Кучкинский сельсовет          | село Кучки                         | 4                             | ↘828      | 194,58       |
| 12       | Ленинский сельсовет           | село Ленино                        | 3                             | ↘1643     | 22,35        |
| 13       | Леонидовский сельсовет        | железнодорожная станция Леонидовка | 4                             | ↘1522     | 126,25       |
| 14       | Мичуринский сельсовет         | посёлок Мичуринский                | 2                             | ↘3130     | 80,60        |
| 15       | Оленевский сельсовет          | село Оленевка                      | 5                             | ↘1152     | 85,46        |
| 16       | Покрово-Березовский сельсовет | село Покрово-Березовка             | 7                             | ↘905      | 199,70       |
| 17       | Саловский сельсовет           | село Саловка                       | 10                            | ↘2583     | 181,31       |
| 18       | Старокаменский сельсовет      | село Старая Каменка                | 5                             | ↘2341     | 109,95       |

### Населённые пункты
В Пензенском районе 112 населённых пункта.
| №   | Населённый пункт                           | Тип                     | Население | Муниципальное образование     |
| --- | ------------------------------------------ | ----------------------- | --------- | ----------------------------- |
| 1   | Александровка                              | деревня                 | 29        | Воскресеновский сельсовет     |
| 2   | Александровка                              | село                    | →55       | Саловский сельсовет           |
| 3   | Аленевка                                   | железнодорожная станция | 27        | Оленевский сельсовет          |
| 4   | Алферьевка                                 | село                    | ↗1666     | Алферьевский сельсовет        |
| 5   | Андреевка                                  | село                    | ↘108      | Покрово-Березовский сельсовет |
| 6   | Ардым                                      | железнодорожная станция | ↗520      | Ленинский сельсовет           |
| 7   | Ардымский                                  | посёлок                 | ↘430      | Саловский сельсовет           |
| 8   | Ахлебиновка                                | деревня                 | 40        | Большееланский сельсовет      |
| 9   | Безводное                                  | село                    | ↘5        | Алферьевский сельсовет        |
| 10  | Березовая Роща                             | посёлок                 | ↗422      | Алферьевский сельсовет        |
| 11  | Богословка                                 | село                    | ↘4973     | Богословский сельсовет        |
| 12  | Большая Валяевка                           | село                    | ↗105      | Воскресеновский сельсовет     |
| 13  | Большая Елань                              | село                    | ↘1288     | Большееланский сельсовет      |
| 14  | Бурчиха                                    | посёлок                 | ↗12       | Засечный сельсовет            |
| 15  | Бутаевка                                   | деревня                 | 4         | Покрово-Березовский сельсовет |
| 16  | Бутырки                                    | деревня                 | 3         | Алферьевский сельсовет        |
| 17  | Варыпаево                                  | село                    | ↘699      | Варыпаевский сельсовет        |
| 18  | Васильевка                                 | село                    | ↗859      | Богословский сельсовет        |
| 19  | Васильевка                                 | деревня                 | ↘49       | Покрово-Березовский сельсовет |
| 20  | Веселополье                                | деревня                 | 3         | Краснопольский сельсовет      |
| 21  | Вителевка                                  | деревня                 | 3         | Саловский сельсовет           |
| 22  | Воейково                                   | деревня                 | 6         | Саловский сельсовет           |
| 23  | Возрождение                                | посёлок                 | ↘80       | Засечный сельсовет            |
| 24  | Волхон-Умет                                | село                    | ↘146      | Варыпаевский сельсовет        |
| 25  | Волхонщино                                 | село                    | ↘427      | Кондольский сельсовет         |
| 26  | Волчий                                     | посёлок                 | 35        | Богословский сельсовет        |
| 27  | Вольный                                    | посёлок                 | 13        | Леонидовский сельсовет        |
| 28  | Воскресеновка                              | село                    | ↗1963     | Воскресеновский сельсовет     |
| 29  | Всеволодовка                               | деревня                 | 22        | Кучкинский сельсовет          |
| 30  | Второе Отделение                           | населённый пункт        | ↘471      | Оленевский сельсовет          |
| 31  | Вязовка                                    | село                    | ↘55       | Богословский сельсовет        |
| 32  | Графщино                                   | деревня                 | ↘4        | Кондольский сельсовет         |
| 33  | Дубасово                                   | село                    | ↗41       | Ермоловский сельсовет         |
| 34  | Дубенское                                  | деревня                 | 67        | Ермоловский сельсовет         |
| 35  | Еланкино                                   | село                    | →3        | Ермоловский сельсовет         |
| 36  | Ермолаевка                                 | село                    | ↘240      | Покрово-Березовский сельсовет |
| 37  | Ермоловка                                  | село                    | ↘2437     | Ермоловский сельсовет         |
| 38  | Загоскино                                  | село                    | ↘734      | Ермоловский сельсовет         |
| 39  | Загоскино                                  | деревня                 | →0        | Кондольский сельсовет         |
| 40  | Засечное                                   | село                    | ↗26 878   | Засечный сельсовет            |
| 41  | Золотарёвка                                | рабочий посёлок         | ↗2913     | рабочий посёлок Золотарёвка   |
| 42  | Ивановка                                   | село                    | ↗147      | Воскресеновский сельсовет     |
| 43  | Ивановка                                   | деревня                 | 35        | Кучкинский сельсовет          |
| 44  | Истамбул                                   | посёлок                 | 3         | Краснопольский сельсовет      |
| 45  | Казеевка                                   | село                    | ↗171      | Алферьевский сельсовет        |
| 46  | Калинино                                   | село                    | ↗97       | Воскресеновский сельсовет     |
| 47  | Камайка                                    | деревня                 | 51        | Алферьевский сельсовет        |
| 48  | Кичкилейка                                 | посёлок                 | ↘17       | Засечный сельсовет            |
| 49  | Ключи                                      | деревня                 | 69        | Алферьевский сельсовет        |
| 50  | Князевка                                   | село                    | ↘452      | Краснопольский сельсовет      |
| 51  | Князь-Умет                                 | деревня                 | 71        | Старокаменский сельсовет      |
| 52  | Колышлейка                                 | село                    | ↘320      | Кондольский сельсовет         |
| 53  | Колюпановка                                | деревня                 | 26        | Ленинский сельсовет           |
| 54  | Комаровка                                  | деревня                 | ↗16       | Кондольский сельсовет         |
| 55  | Кондоль                                    | село                    | ↘2860     | Кондольский сельсовет         |
| 56  | Константиновка                             | село                    | ↘1163     | Саловский сельсовет           |
| 57  | Красная Новь                               | посёлок                 | 2         | Богословский сельсовет        |
| 58  | Краснополье                                | село                    | ↘434      | Краснопольский сельсовет      |
| 59  | Кривозеровка                               | железнодорожная станция | ↘483      | Мичуринский сельсовет         |
| 60  | Кромщино                                   | железнодорожная станция | 119       | Краснопольский сельсовет      |
| 61  | Крутец                                     | деревня                 | 8         | Богословский сельсовет        |
| 62  | Кучки                                      | село                    | ↘588      | Кучкинский сельсовет          |
| 63  | Лебедёвка                                  | село                    | ↗875      | Засечный сельсовет            |
| 64  | Левашовка                                  | деревня                 | 42        | Старокаменский сельсовет      |
| 65  | Лемзяйка                                   | деревня                 | 154       | Алферьевский сельсовет        |
| 66  | Ленинка                                    | деревня                 | 15        | Алферьевский сельсовет        |
| 67  | Ленино                                     | село                    | ↗1413     | Ленинский сельсовет           |
| 68  | Ленинский                                  | посёлок                 | 19        | Богословский сельсовет        |
| 69  | Леонидовка                                 | железнодорожная станция | ↗2456     | Леонидовский сельсовет        |
| 70  | Леонидовка                                 | село                    | ↗8        | Леонидовский сельсовет        |
| 71  | Лисовка                                    | посёлок                 | 7         | Большееланский сельсовет      |
| 72  | Любятино                                   | село                    | ↘62       | Ермоловский сельсовет         |
| 73  | Малая Валяевка                             | село                    | ↗434      | Богословский сельсовет        |
| 74  | Марьевка                                   | деревня                 | 39        | Краснопольский сельсовет      |
| 75  | Михайловка                                 | деревня                 | 14        | Большееланский сельсовет      |
| 76  | Мичуринский                                | посёлок                 | ↗1677     | Мичуринский сельсовет         |
| 77  | Муравьёвка                                 | посёлок                 | ↗354      | Засечный сельсовет            |
| 78  | Надеждино                                  | село                    | ↘656      | Большееланский сельсовет      |
| 79  | Никифоровка                                | село                    | ↘110      | Алферьевский сельсовет        |
| 80  | Николаевка                                 | деревня                 | 20        | Оленевский сельсовет          |
| 81  | Николаевка                                 | село                    | ↘136      | Саловский сельсовет           |
| 82  | Новая Каменка                              | деревня                 | 28        | Старокаменский сельсовет      |
| 83  | Новая Петровка                             | деревня                 | 0         | Ермоловский сельсовет         |
| 84  | Новопавловка                               | село                    | ↘327      | Покрово-Березовский сельсовет |
| 85  | Октябрьская                                | деревня                 | 36        | Краснопольский сельсовет      |
| 86  | Оленевка                                   | село                    | ↗843      | Оленевский сельсовет          |
| 87  | Ольшанка                                   | деревня                 | 82        | Воскресеновский сельсовет     |
| 88  | Панкратовка                                | деревня                 | 21        | Саловский сельсовет           |
| 89  | Пановка                                    | деревня                 | 120       | Ермоловский сельсовет         |
| 90  | Панчулидзиевка                             | железнодорожная станция | 8         | Ермоловский сельсовет         |
| 91  | Покрово-Березовка                          | село                    | ↘362      | Покрово-Березовский сельсовет |
| 92  | Поперечное                                 | село                    | ↘522      | Кучкинский сельсовет          |
| 93  | Приовражное                                | посёлок                 | 184       | Богословский сельсовет        |
| 94  | Пролетаровка                               | посёлок                 | 6         | Леонидовский сельсовет        |
| 95  | Саловка                                    | железнодорожная станция | ↘371      | Покрово-Березовский сельсовет |
| 96  | Саловка                                    | село                    | ↘925      | Саловский сельсовет           |
| 97  | Соловцовка                                 | село                    | ↘289      | Оленевский сельсовет          |
| 98  | Сосновка                                   | деревня                 | 6         | Краснопольский сельсовет      |
| 99  | Софьевка                                   | деревня                 | 1         | Ермоловский сельсовет         |
| 100 | Спасско-Александровка                      | село                    | ↘168      | Кондольский сельсовет         |
| 101 | Старая Дертевка                            | деревня                 | 1         | Старокаменский сельсовет      |
| 102 | Старая Каменка                             | село                    | ↗3271     | Старокаменский сельсовет      |
| 103 | Танеевка                                   | село                    | ↘64       | Краснопольский сельсовет      |
| 104 | Толузаковка                                | деревня                 | 53        | Саловский сельсовет           |
| 105 | Улановка                                   | посёлок                 | 153       | Краснопольский сельсовет      |
| 106 | Урлейка                                    | село                    | ↗456      | Кондольский сельсовет         |
| 107 | Ферлюдино                                  | деревня                 | 16        | Саловский сельсовет           |
| 108 | Ханеневка                                  | деревня                 | 117       | Большееланский сельсовет      |
| 109 | Центральная усадьба совхоза «Серп и Молот» | населённый пункт        | ↘735      | Ермоловский сельсовет         |
| 110 | Черенцовка                                 | село                    | ↘182      | Ермоловский сельсовет         |
| 111 | Черенцовское Отделение                     | населённый пункт        | 25        | Ермоловский сельсовет         |
| 112 | Широкополье                                | село                    | ↘10       | Кондольский сельсовет         |

Упразднённые населённые пункты:
- 2000 год — деревню Дмитриевка Дмитриевского сельсовета, село Ермоловка Кондольского сельсовета, поселок Ермолаевка 2-я Покрово-Березовского сельсовета Кондольского района[31]
- 2001 год — деревня Саловка Саловского сельсовета Кондольского района[32]
- 2004 год — село Матвеевка[33].

## Достопримечательности

Военные мемориалы в сёлах Пензенского района
Мемориал погибшим в годы Великой Отечественной войны в селе Саловка.
Мемориал погибшим в годы Великой Отечественной войны и памятник Герою России, участнику второй чеченской войны Н. Н. Володину в селе Большая Елань.

- Ардымский шихан — холм на правом берегу реки Ардым, к востоку от села Ленино, в 1995 году объявленный памятником природы
- Географический центр Пензенской области

## Известные уроженцы
- Александров, Григорий Васильевич  (1895—1966) — советский военачальник, генерал-майор интендантской службы.
- Бубнов, Николай Матвеевич (1904—1943) — советский офицер-танкист, полковник. Герой Советского Союза;
- Власов, Александр Васильевич (1926—2017) — организатор строительного производства. В 1968—1978 гг. — управляющий строительным трестом № 21, г. Уфа. Лауреат премии Совета Министров СССР.
- Володин, Николай Николаевич (1977—2002) — российский военный лётчик, капитан. Герой России.